# Karfi
Karfi (anche Karphi, in greco Καρφί?) è un'area archeologica cretese poco visitata, posizionata ad un'altitudine della catena del Ditte, cosa che ha portato a definirla la "Machu Picchu della civiltà minoica". Le ricostruzioni archeologiche suggeriscono che, quando i bellicosi gruppi misti convenzionalmente riferiti come Dori arrivarono a Creta dal Peloponneso, dopo il 1100 a.C. ca., avrebbero trovato il popolo minoico insieme ai micenei, ma come una classe subalterna. Non c'è dubbio che la lingua minoica continuasse ad essere parlata dalle classi inferiori, sebbene le iscrizioni, ora in Lineare B, fossero tutte in una forma di greco associato a una classe superiore micenea (BBC).
Sembra che i Dori avessero spinto la popolazione locale fino alle colline; gli insediamenti più recenti, con una cultura materiale minoica, sono in luoghi sempre più inaccessibili; l'ultimo, benché il periodo di datazione per il sito sia ampio, è Karfi, in cima ai Monti Dikti. Ci sono complessi abitativi, un edificio a mégaron tripartito con focolare e santuario, dove vennero trovate delle figure votive.
A Karfi l'ultimo insediamento minoico eteocretese si ritirò verso i pendii di questa arida montagna, dalla quale  si poteva controllare dall'alto il Mar di Creta, la valle di Pediada, e l'altopiano di Lassithi con Candia (dove i reperti provenienti da Karfi sono esposti nel Museo Archeologico, Stanza 11). Nelle montagne meridionali di Creta una lingua non-greca era ancora parlata e talvolta scritta in epoca classica, e le persone che la parlavano venivano ancora identificati come "eteocretesi" — "veri cretesi".
La vetta di Karfi era originariamente un santuario montano, che occupava un tipico sito sopra un'alta spalla (circa 1,1 km sopra il livello del mare), con un vasto "panorama" (Soetens, Driessen ed altri), connettendolo in linea d'aria ad altri siti, tipici della rete sviluppata dal "primo periodo palaziale" (Medio Minoico IB–II, 1900–1800 a.C.) in avanti, ma probabilmente abbandonato, forse sotto l'incremento della centralizzazione religiosa, nel Medio Minoico IIIA (1650 a.C. ca.) (Soetens, Driesen ed altri).  Il sito roccioso dove gli ultimi dei minoici si ritirarono è dominato da una pietra affiorante biforcuta   che è inequivocabilmente simile agli altari in pietra, con corna crescenti incise e modellate, conosciuti a Creta e Cipro . In questo alto, remoto e antico sito sacro un frammento di civiltà minoica sopravvisse intatto per circa 400 anni dopo l'occupazione di Cnosso. Molte statuette votive d'argilla vi sono state trovate, incluse le dee raffigurate con gonne cilindriche e le braccia sollevate nel gesto dell'epifania.

## Archeologia
J. D. S. Pendlebury e la Scuola Archeologica Britannica (British Archaeology School) scavarono estensivamente le rovine nel 1937 e 1939. Alcuni pensano che soltanto un terzo del sito sia stato scavato (Swindale).
Jones afferma che Karphi sia un santuario montano, mentre altre fonti pongono dei dubbi (vedi Swindale).  I reperti inventariati da Jones comprendono pesi per telai in ceramica, vasi in miniatura, e statuette in argilla (onnipresenti tra i santuari montani) raffiguranti forme umane e animali.
La città minoica include un santuario con un altare, case a un piano e strade lastricate.  Due cimiteri minoici con tombe a tholos sono situati nei presso del villaggio, risalente fino al Tardo Minoico IIIc, e se invero il sito include un santuario montano, vuol dire che esso è del Medio Minoico.

## Fonti
- (EN) La civiltà minoica: panoramica culturale per situare Karfi nel contesto, su bbc.co.uk, BBC.
- (EN) Karfi, su Atlante archeologico dell'Egeo, ypai.gr, n. 589.
- (FR) S. Soetens, J. Driessen, A. Sarris e S. Topouzi, Il paesaggio dei santuari montani attraverso un approccio GIS (PDF), su ims.forth.gr, al XIV Congresso dell'Unione Internazionale delle Scienze Preistoriche e Protostoriche, Liegi, 2001. URL consultato il 4 agosto 2009 (archiviato dall'url originale il 16 luglio 2011).
- (EN)  Foto fatte dal punto di vista di un escursionista, tralasciando gli affioramenti.
- (EL, EN) stanza 11, ceramiche da Karfi, su crete.tournet.gr, Museo Archeologico di Iraklion.
- (EN) Donald W. Jones, Santuari montani e caverne sacre nella Creta minoica, 1999, ISBN 91-7081-153-9.
- (EN) Ian Swindale, Karphi, Creta minoica, su minoancrete.com. URL consultato il 13 gennaio 2013.